# 헤저드 (영화)
《헤저드》(Hazard)는 일본에서 제작된 소노 시온 감독의 2005년 액션, 드라마 영화이다. 오다기리 죠 등이 주연으로 출연하였고 스즈키 타케시 등이 제작에 참여하였다.

## 출연

### 주연
- 오다기리 죠
- 제이 웨스트

### 조연
- 후카미 모토키
- 이케우치 히로유키

## 기타
- 스틸: 쿠로다 코이치
- 미술: 마루야마 유지
- 의상: 마루오카 유미
- 배역: 우스바 세이코